# Reza Ahadi
Resa Ahadi (persa: رضا احدی) (Teheran, 30 de novembre de 1962-ibídem, 18 de gener de 2016) va ser un entrenador i jugador de futbol iranià que jugava en la demarcació de migcampista.

## Internacional
Va jugar un total de 13 partits amb la selecció de futbol de l'Iran. Va debutar el 23 de novembre de 1982 contra Corea del Sud. A més va arribar a disputar els Jocs Asiàtics de 1982 i la Copa Asiàtica de 1984, en la qual va aconseguir el quart lloc després de quedar Iran eliminada per Kuwait en el partit del tercer i quart lloc en els penals, sent el segon llançament de penal llançat per Ahadi, en va. El seu últim partit el va jugar el 12 de setembre de 1993 en qualitat d'amistós contra Bòsnia i Hercegovina que va finalitzar per 1-3.

### Gols internacionals
| # | Data               | Estadi                               | Oponent   | Gol | Resultat | Competició                                |
| - | ------------------ | ------------------------------------ | --------- | --- | -------- | ----------------------------------------- |
| 1 | 15 d'agost de 1984 | Siniayan Stadium, Jakarta, Indonèsia | Filipines | 4?0 | 7?1      | Classificació per a la Copa Asiàtica 1984 |
| 2 | 15 d'agost de 1984 | Siniayan Stadium, Jakarta, Indonèsia | Filipines | 7–1 | 7?1      | Classificació per a la Copa Asiàtica 1984 |

## Clubs

### Com a futbolista
| Club            | País | Any         | Partits | Gols |
| --------------- | ---- | ----------- | ------- | ---- |
| Esteghlal FC    |      | 1980 - 1986 |         |      |
| Rot-Weiss Essen |      | 1986 - 1989 | 8       | 1    |
| Esteghlal FC    |      | 1989 - 1992 |         |      |
| Bank Tejarat FC |      | 1992 - 1994 |         |      |
| Zob Ahan FC     |      | 1994 - 1995 |         |      |
| Persepolis FC   |      | 1995        | 1       | 0    |

### Com a entrenador
| Club               | País | Any         |
| ------------------ | ---- | ----------- |
| Esteghlal Ahvaz FC |      | 2008        |
| FC Aboomoslem      |      | 2008 - 2009 |
| Shahdari Zanjan FC |      | 2009        |
| Kowsar FC          |      | 2009        |
| Payam Mashhad FC   |      | 2011        |

## Palmarès

### Campionats nacionals
| Títol           | Club         | País | Any  |
| --------------- | ------------ | ---- | ---- |
| Iran Pro League | Esteghlal FC | Iran | 1990 |